# Mimiset

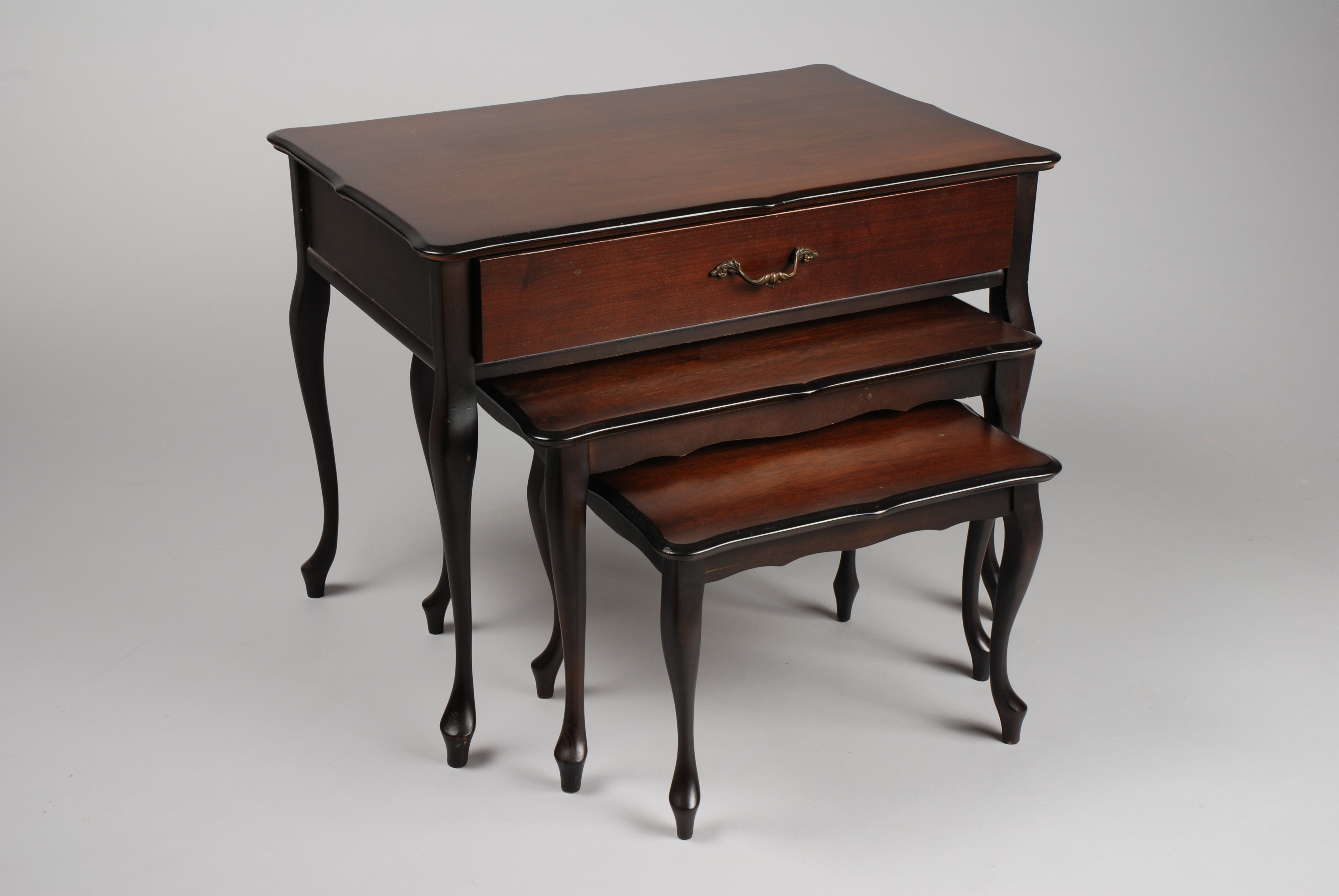
Mimiset van de firma Aldenkamp, Putten

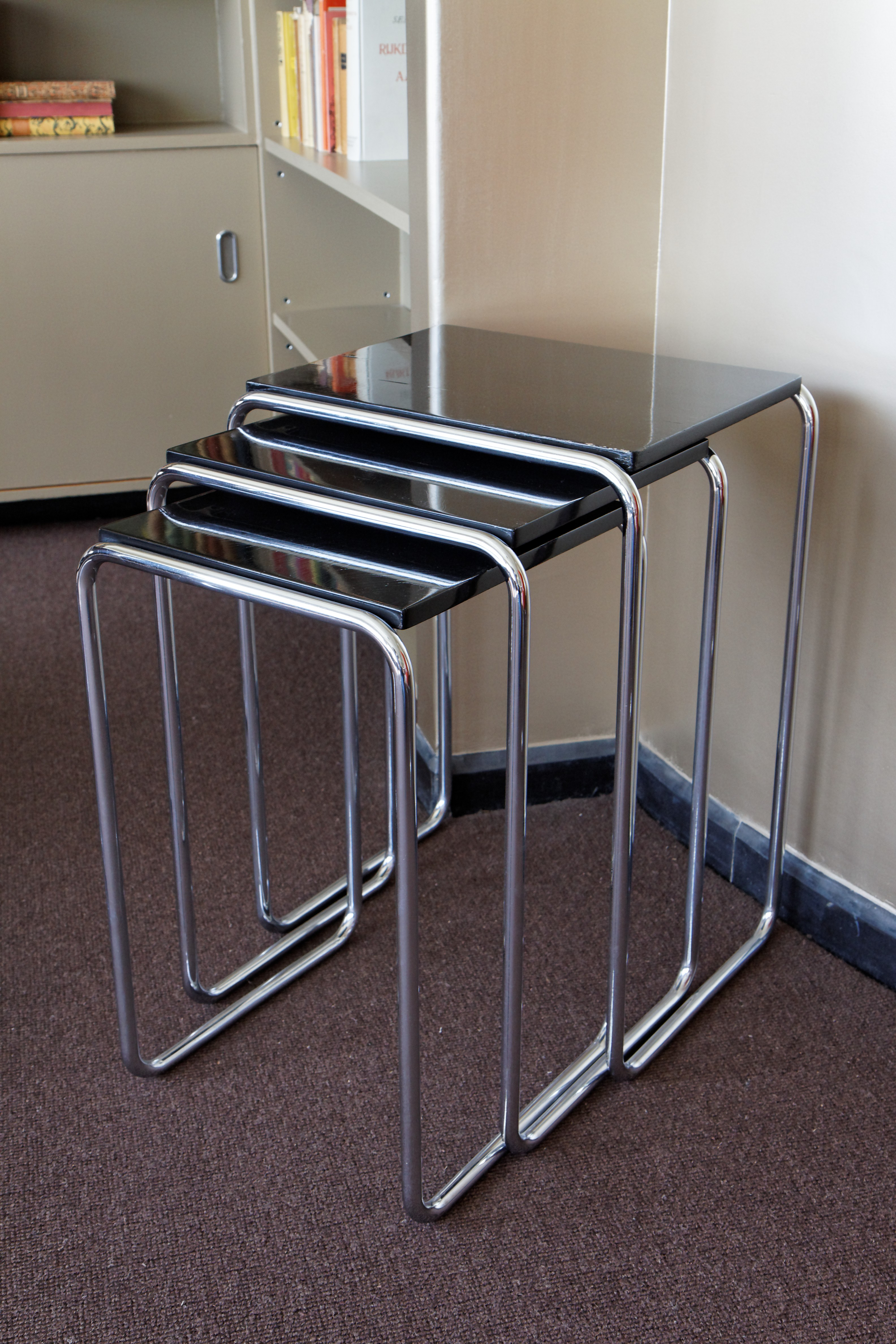
Mimiset van Gispen.

Mimiset is een algemene term voor een meubelset van kleine tafeltjes die onder elkaar geschoven kunnen worden.
Volgens het Woordenboek der Nederlandsche Taal heeft mimiset als betekenis: stel bijzettafeltjes van verschillende grootte.
De term is afkomstig uit het Frans en betekent poes (in kindertaal), schatje of set. De term werd in Frankrijk voor het eerst toegepast in een weekblad voor vrouwen. Het begon als een koosnaampje (het woord heeft een hoog schattigheidsgehalte) maar raakte vervolgens in vakkringen ingeburgerd, vermoedelijk vanwege de compactheid van de term.